# Primer Campo Pesquero
Primer Campo Pesquero är en ort i Mexiko.   Den ligger i kommunen Matamoros och delstaten Tamaulipas, i den östra delen av landet, 700 km norr om huvudstaden Mexico City. Primer Campo Pesquero ligger 6 meter över havet och antalet invånare är 493.
Terrängen runt Primer Campo Pesquero är mycket platt. Havet är nära Primer Campo Pesquero åt sydost.  Primer Campo Pesquero är det största samhället i trakten. 